# Buckram

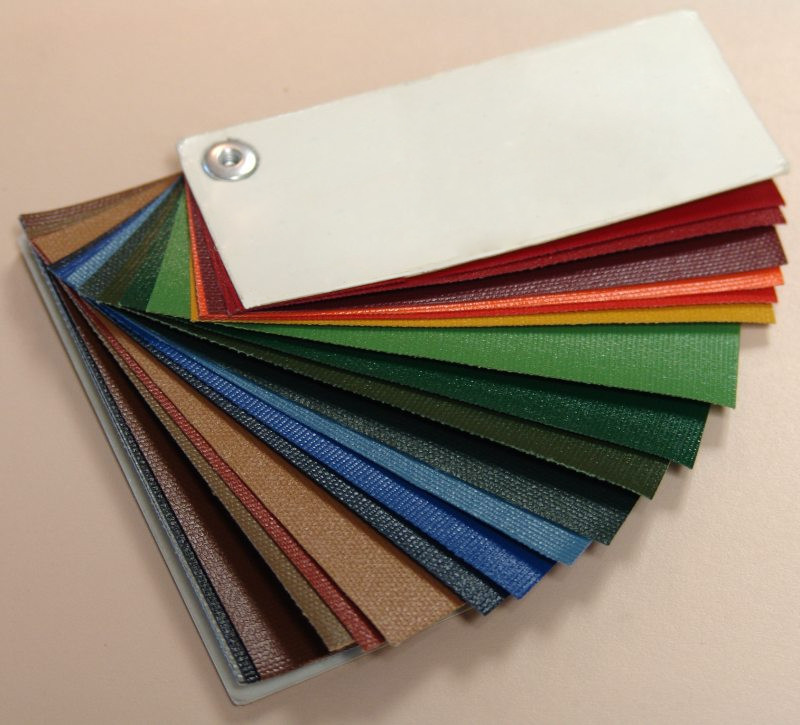
Buckram in verschiedenen Farben

Buckram ist ein sehr kräftiges, stark appretiertes Gewebe. Es kann aus Baumwolle, Leinen oder einer Verbindung der beiden Materialien bestehen. Es ist sehr strapazierfähig. Es wird häufig als Bezugsmaterial für Bibliothekseinbände verwendet.